# 1970 v loďstvech
Tento článek obsahuje významné události v oblasti loďstev v roce 1970.

## Lodě vstoupivší do služby
- 3. ledna –  USS W. S. Sims (FF-1059) – fregata třídy Knox[1]
- 4. února –  USS Finback (SSN-670) – ponorka třídy Sturgeon
- 14. února –  HMS Scylla (F71) – fregata Typu 12I Leander
- 1. března –  Siréne (S-651) – ponorka třídy Daphné
- 14. března –  USS Patterson (FF-1061) – fregata třídy Knox[2]
- 28. března –  USS Lang (FF-1060) – fregata třídy Knox[3]
- 4. dubna –  USS Gray (FF-1054) – fregata třídy Knox[4]
- 29. dubna –  USS Flying Fish (SSN-673) – ponorka třídy Sturgeon
- 2. května –  Rommel (D 187) – torpédoborec třídy Lütjens
- 16. května –  USS Rathburne (FF-1057) – fregata třídy Knox[5]
- 9. června –  HMS Achilles (F12) – fregata Typu 12I Leander
- 13. června –  USS Vreeland (FF-1068) – fregata třídy Knox[6]
- 22. června –  Maria Van Riebeeck (S-97) – ponorka třídy Daphné
- 15. července –  HMS Churchill (S46) – ponorka třídy Valiant
- 18. července –  USS Blakely (FF-1072) – fregata třídy Knox[7]
- 14. srpna –  USS Trepang (SSN-674) – ponorka třídy Sturgeon
- 22. srpna –  USS Whipple (FF-1062) – fregata třídy Knox[8]
- 10. září –  Marqués de la Ensenada (D43) – torpédoborec třídy Oquendo
- 19. září –  USS Trippe (DE 1075) – fregata třídy Knox[9]
- 5. prosince –  USS Lockwood (FF-1064) – fregata třídy Knox[10]
- 1. prosince –  USS Badger (FF-1071) – fregata třídy Knox[11]
- 12. prosince –  USS Ouellet (FF-1077) – fregata třídy Knox[12]

## Havárie
- 8. dubna – na sovětské jaderné ponorce K-8 projektu 627 „Кит“ („Кит“ znamená česky velryba; v kódu NATO třída November) došlo k požáru. Oba jaderné reaktory byly zastaveny, ale jaderná ponorka se 12. dubna potopila během vlečení v bouři v Biskajském zálivu i se 4 jadernými torpédy na palubě. Zahynulo 52 námořníků.[13][14]